# Grant Hackett
Pour les articles homonymes, voir Hackett.
Grant George Hackett, né le 9 mai 1980 à Southport dans le Queensland, est un nageur australien. Il est double champion olympique du 1 500 m nage libre, titres obtenus aux Jeux de 2000 à Sydney et aux Jeux de 2004 à Athènes, faisant de lui l'un des nageurs les plus renommés de la natation australienne. Spécialisé dans les épreuves longues distances des courses en bassin (800 m et 1500 m nage libre), Grant Hackett s'illustre également sur de plus courtes distances (200 m et 400 m nage libre). Il a été dix ans le détenteur du record du monde du 1 500 m nage libre en grand bassin.
Le 27 octobre 2008, il annonce au cours d'une conférence de presse qu'il mettait un terme à sa carrière.
Après plus de six ans sans compétition, il revient aux mondiaux de Kazan en 2015. Il y gagne une médaille de bronze au 4 × 200 mètres nage libre. Ne parvenant pas à se qualifier pour les Jeux olympiques de Rio, il annonce sa retraite définitive.

## Un début de carrière en fanfare
Grant Hackett fait sa première apparition internationale lors des Jeux Panpacifiques de 1997 où il remporta le 1 500 m. Il remporte également le 400 m nage libre devant son compatriote Ian Thorpe, l'unique victoire d'Hackett sur Thorpe au cours de sa carrière en grand bassin. Sélectionné l'année pour les Championnats du monde 1998 de Perth, ses premiers, il remporte l'épreuve du 1 500 m mais échoue face à Ian Thorpe sur 400 m. Les deux australiens remportent le relais 4 × 200 m nage libre et se positionnent chacun en nouveau leader de leurs distances de prédilection : le demi-fond pour Thorpe, le fond pour Hackett. Les mêmes résultats se répétèrent lors des Jeux du Commonwealth. Pour Grant Hackett, c'est le début d'une domination sans conteste du 1 500 m nage libre puisqu'il n'a pas perdu la moindre course toutes compétitions confondues durant sa carrière.

## La confirmation olympique
En 1999, il bat, à la surprise générale, son premier record du monde effaçant des tablettes le chrono de Giorgio Lamberti sur 200 m nage libre. Cependant, ce record est presque immédiatement battu par Ian Thorpe qui affirme ainsi sa domination sur la distance. La même année, il remporte la médaille d'or du 1 500 m et participe au record du monde du relais australien sur 4 × 200 m nage libre.
Sélectionné pour les Jeux olympiques de 2000 à Sydney, Grant Hackett espérait pouvoir lutter contre Thorpe, mais un virus l'empêche d'être à son maximum et il ne prend que les 7e et 8e places des 200 m et 400 m nage libre. Participant aux séries du 4 × 200 m nage libre, il n'est cependant pas sélectionné au sein du relais australien pour la finale, relais qui remportera la médaille d'or. Toutefois remis de sa maladie, il sauve sa compétition d'un bilan décevant en gagnant la médaille d'or du 1 500 m nage libre, son premier titre olympique individuel. 
Malgré ce titre, Hackett ne parvient pas à atteindre la popularité de son compatriote, multiple médaillé à Sydney.

## Suite et fin de sa carrière
Lors des Championnats du monde 2001 de Fukuoka, il finit une nouvelle fois second sur 400 et 800 m nage libre à chaque fois derrière Thorpe. Sur 1 500 m, il remporte la médaille d'or et bat le record du monde de Kieren Perkins de plus de 7 secondes, un record toujours sur les tablettes aujourd'hui. Aux Championnats du monde 2003 de Barcelone, il remporte trois médailles d'or dont le 800 m nage libre en l'absence de Ian Thorpe.
Lors des Jeux olympiques 2004 d'Athènes, Grant Hackett tente de battre Ian Thorpe sur 400 m (sa dernière chance puisque son rival a depuis pris sa retraite) ; il échoue en remportant tout de même l'argent, médaille qui vint s'ajouter à son deuxième titre consécutif sur 1 500 m et l'argent sur le relais 4 × 200 m libre.
L'année suivante aux Championnats du monde de Montréal, il remporte trois titres mondiaux individuels, conquérant notamment celui du 400 m après trois secondes places consécutives derrière Thorpe désormais absent. Ces performances lui permettent de décrocher le titre de meilleur nageur de l'année.
Aux Jeux olympiques d'été de 2008, le nageur ne peut faire mieux qu'une médaille d'argent sur 1 500 m, devancé par le Tunisien Oussama Mellouli, et une médaille de bronze au relais 4 × 200 m.

## Palmarès

### Jeux olympiques
| Épreuve              | Édition                   | Édition              | Édition               | Édition |
| Épreuve              | Sydney 2000               | Athènes 2004         | Pékin 2008            |         |
| 400 m nage libre     | -                         | Argent 3 min 43 s 36 | -                     |         |
| 1 500 m nage libre   | Or 14 min 48 s 33         | Or 14 min 43 s 40    | Argent 14 min 41 s 53 |         |
| 4 × 200 m nage libre | Or Ne nage que les séries | Argent 7 min 7 s 46  | Bronze 7 min 4 s 98   |         |

### Championnats du monde

#### Grand bassin
| Épreuve              | Édition              | Édition              | Édition              | Édition              | Édition              |                         |
| Épreuve              | Perth 1998           | Fukuoka 2001         | Barcelone 2003       | Montréal 2005        | Melbourne 2007       | Kazan 2015              |
| 200 m nage libre     | -                    | -                    | Bronze 1 min 46 s 85 | Argent 1 min 46 s 14 | -                    |                         |
| 400 m nage libre     | Argent 3 min 46 s 44 | Argent 3 min 42 s 51 | Argent 3 min 45 s 17 | Or 3 min 42 s 91     | Argent 3 min 45 s 43 |                         |
| 800 m nage libre     | -                    | Argent 7 min 40 s 34 | Or 7 min 43 s 82     | Or 7 min 38 s 65 RM  | 7e 7 min 55 s 39     |                         |
| 1 500 m nage libre   | Or 14 min 51 s 70    | Or 14 min 34 s 56 RM | Or 14 min 43 s 14    | Or 14 min 42 s 58    | 7e 14 min 59 s 59    |                         |
| 4 × 200 m nage libre | Or 7 min 12 s 48     | Or 7 min 4 s 66 RM   | Or 7 min 8 s 58      | Bronze 7 min 10 s 59 | -                    | Bronze aligné en séries |

#### Petit bassin
| Épreuve              | Édition              | Édition             | Édition            | Édition | Édition |
| Épreuve              | Göteborg 1997        | Hong Kong 1999      | Moscou 2002        |         |         |
| 400 m nage libre     | Bronze 3 min 43 s 83 | Or 3 min 35 s 01 RM | Or 3 min 38 s 29   |         |         |
| 1 500 m nage libre   | Or 14 min 39 s 54    | Or 14 min 32 s 87   | Or 14 min 33 s 94  |         |         |
| 4 × 200 m nage libre | Or 7 min 2 s 74 RM   | -                   | Or 7 min 0 s 36 RC |         |         |

## Records

### Grand bassin (50 m)
- 800 m nage libre : record du monde en 7 min 38 s 65, le 27 juillet 2005 à Montréal  Canada
- 1 500 m nage libre : record du monde en 14 min 34 s 56, le 29 juillet 2001 à Fukuoka  Japon

### Petit bassin (25 m)

#### Individuel
- 400 m nage libre : record du monde en 3 min 34 s 58, le 18 juillet 2002 à Sydney  Australie
- 800 m nage libre : record du monde en 7 min 25 s 28, le 3 août 2001 à Perth  Australie
- 1 500 m nage libre : record du monde en 14 min 10 s 10, le 7 août 2001 à Perth  Australie

#### Relais
- Relais 4 × 200 m nage libre en 6 min 56 s 41, le 7 août 2001 à Perth  Australie

## Vie privée
Il est marié à l'ancienne chanteuse australienne Candice Alley qui a abandonné sa carrière afin de suivre son mari dans sa carrière sportive et ensuite devenir mère.